# Fiorenzo Ramacci
Il maresciallo capo Fiorenzo Ramacci (Viterbo, 23 agosto 1958 – Cielo di Podrute, 7 gennaio 1992) è stato un militare italiano.
Ramacci fu un sottufficiale dell'Aviazione dell'Esercito. Morì nell'eccidio di Podrute venendo abbattuto da un missile di un MiG-21 pilotato dal maggiore Emir Šišić della "Jugoslovensko ratno vazduhoplovstvo" (aeronautica militare federale iugoslava), quando, assieme ai suoi colleghi, stava volando a bordo di un AB-205 sui cieli tra Varaždin e Zagabria, estremo nord della Croazia, nei pressi del confine con Slovenia ed Ungheria, impegnati a svolgere missioni per il controllo del cessate il fuoco per conto dell'European Community Monitor Mission (ECMM).

## Biografia

### L'infanzia
Nato a Bagnaia, una frazione di Viterbo il 23 agosto 1958, si trasferisce poco dopo con i genitori Ramacci Alberto e Biscetti Giovannina in Località Cinelli, frazione di Vetralla. Qui inizia la Scuola Elementare ma, nel 1967, frequenta l'ultimo anno e la Scuola Media a Bagnaia dove era ritornato a vivere con la famiglia.
Nel 1972 segue un biennio specialistico per il conseguimento della qualifica di tecnico elettronico.

### La carriera militare
Il 15 settembre 1974 all'età di 16 anni, dopo aver superato le selezioni, si arruola presso la Scuola allievi sottufficiali dell'Esercito di Viterbo e viene ammesso al 30º corso A.S. dove si rivela essere tra i migliori Specialisti del corso.
In seguito viene avviato alla specializzazione di tecnico meccanico per aerei leggeri ed elicotteri presso la Scuola sottufficiali Aeronautica Militare di Caserta.
Nel 1978 è trasferito presso il 4° RRALE di Viterbo dove presta servizio per nove anni come tecnico meccanico di bordo.
Nel 1987 viene trasferito presso il 3° RRALE di Orio al Serio in provincia di Bergamo.
Nel corso della sua brillante carriera si distingue nel 1980, nelle operazioni di soccorso per il terremoto in Irpinia, Campania e Basilicata; nel 1988 nelle operazioni di soccorso per la devastante e tragica frana in Valtellina.
L'ultimo suo importante intervento risale al 1991 nella Missione di Monitoraggio della Commissione Europea (ECMM) soprannominata "Monitor Mission", per il controllo del cessate il fuoco in Iugoslavia dove il 7 gennaio 1992 trova la morte valorosamente a seguito dell'abbattimento dell'elicottero AB-205 su cui volava.
L'elicotterò delle Nazioni Unite alzatosi in volo, disarmato e chiaramente identificato dai vessilli della CEE, per un semplice controllo dello spazio aereo, venne abbattuto da un missile di un MIG-21 dell'Aeronautica Militare Federale Jugoslava che infranse senza preavviso e senza motivazione il 21° cessate il fuoco imposto dalle Nazioni Unite.
Sull'elicottero abbattuto assieme a lui caddero:
- Enzo Venturini, tenente colonnello pilota, MOVM;
- Marco Matta, sergente maggiore pilota, MOVM;
- Silvano Natale, maresciallo capo, MOVM.
- Jean-Loup Eychenne, lieutenant de vaisseau (tenente di vascello) della Marine nationale francese

Nello scontro aereo rimase coinvolto anche un altro elicottero dell'ALE, che riuscì fortunatamente a fuggire al fuoco jugoslavo e ad atterrare in una radura.
Otto giorni dopo il tragico evento, la Comunità Europea riconobbe la Croazia come Stato Sovrano, determinando la ritirata delle forze jugoslave dallo Stato e avviando il processo d'indipendenza croata e di stabilizzazione della pace.

### Funerali
Il 10 gennaio 1992 ad Udine, alla presenza del Presidente della Repubblica Francesco Cossiga, si tennero i funerali di Stato seguiti l'11 gennaio 1992 dal funerale con gli onori militari nel Duomo di Viterbo, sua città natale, che proclamò lutto cittadino.
Il corpo venne deposto nel locale Cimitero di San Lazzaro, dove un'epigrafe ricorda il suo estremo sacrificio.

### Riconoscimenti
Il 30 giugno 1992 venne assegnato il premio giornalistico "Colombe d'oro per la Pace" alla memoria dei Caduti di Podrute.

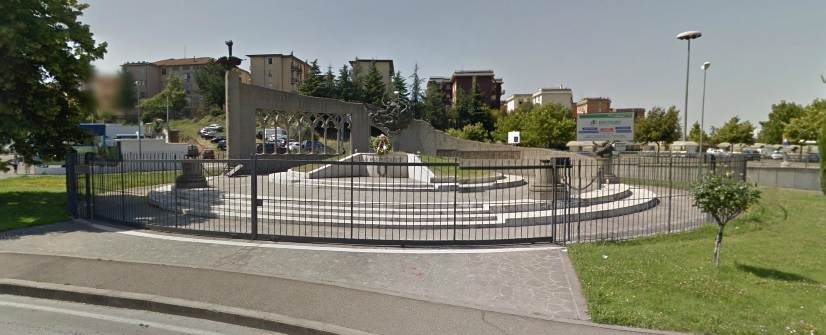
Monumento ai Caduti dell’Aviazione dell'Esercito a Viterbo

Il 14 aprile 1993 gli venne conferita alla memoria la medaglia d'oro al valor militare.
Il 7 luglio 1994, il SERMIG assegnò ai Caduti di Podrute, con una solenne cerimonia a Torino alla presenza del Presidente della Repubblica Oscar Luigi Scalfaro, il titolo di “Artigiani della Pace”.
Il 30 settembre 2001 a Viterbo in Piazza Caduti Aviazione dell'Esercito è stato inaugurato un monumento dedicato ai Caduti dell'Aviazione dell'Esercito.

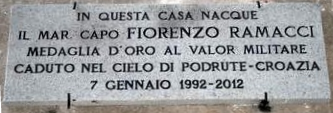
Targa commemorativa sulla casa del Mar.Ca. Fiorenzo Ramacci

A Viterbo gli è stata intitolata Via F. Ramacci.
Nella ricorrenza del decimo anniversario, a Zagabria, con una solenne cerimonia ai caduti è stata conferita postuma l'alta riconoscenza postuma del Trifoglio Croato al merito della Repubblica dal Presidente Croato Stjepan Mesic per aver contribuito al riconoscimento della Repubblica Croata da parte dei Paesi membri della Comunità Europea.
Il 20 gennaio 2012 a Bagnaia si è tenuta la cerimonia di scoprimento di una targa commemorativa sulla sua casa natale.
Nel gennaio 2012 a Bergamo gli è stato intitolato un parco denominato "Giardino Fiorenzo Ramacci".